# Индуизм в Азербайджане
Индуизм впервые пришёл в Азербайджан вместе с купцами-индусами по Великому шёлковому пути. Большинство посещавших Азербайджан индусских купцов происходили из Мултана и Синдха (современный Пакистан). После установления британского колониального господства в Индии, большинство индусов покинуло Кавказ.
Одним из главных архитектурных памятников былого присутствия индуизма на азербайджанской земле является храм огнепоклонников Атешгях, основанный в XVII веке. Исторические источники свидетельствуют, что индусы осуществляли поклонение на этом месте задолго до основания храма.
В 1880-е годы российский император Александр III во время визита в Азербайджан присутствовал на индуистской ритуальной церемонии, которая стала одной из последних: к 1890-м годам практически все индийские купцы покинули территорию Азербайджана.
По данным на 2012 год единственной официально зарегистрированной в Азербайджане индуистской религиозной организацией является Международное общество сознания Кришны (ИСККОН). Азербайджанская пресса оценивает количество азербайджанцев, обратившихся в кришнаизм, в несколько десятков человек. Кришнаиты имеют в Азербайджане одну официально зарегистрированную общину, в городе Баку.
По данным Государственного департамента США, в 1996 году азербайджанские власти конфисковали 35 000 кришнаитских книг. 20 000 из них были возвращены бакинскому филиалу ИСККОН в октябре 2002 года.